# Dècada del 150 aC

## Personatges destacats
- Demetri I Sòter, rei selèucida (162 aC-150 aC)
- Alexandre I Balas, rei selèucida (150 aC-146 aC)
- Ptolemeu VI Filomètor, rei d'Egipte (180 aC-145 aC)
- Àtal II, rei de Pèrgam (159 aC-138 aC)